# Песьво (озеро)
Песьво — озеро на севере Тверской области России, на южном берегу озера расположен город Удомля. Озеро принадлежит бассейну Мсты и Балтийского моря.
Площадь озера Песьво 6,3 км². Площадь водосборного бассейна — 128 км². Высота над уровнем моря — 153 метра, наибольшая глубина — 5,2 метра, средняя глубина — 2,7 метра.
Озеро имеет округлую форму с сильно изрезанными берегами. На озере несколько небольших островов. В западной части озера находится короткая протока в небольшое озеро Съюча, в северо-восточной части — протока в соседнее большое озеро Удомля. На восточном берегу озера расположена Калининская АЭС.
На озере Песьво находится древнерусское поселение у погоста Митрошино-2 и поселение Бережок 3 конца XVIII—начала XX века.

## Экология
Озёра Удомля и Песьво используются в качестве единого водоёма для водоснабжения Калининской АЭС, в связи с этим ведётся мониторинг экологического состояния озёр. По состоянию на 2008 год величина удельной активности радиоактивного изотопа водорода трития в озёрах-охладителях Удомля и Песьво и в реке Съежа примерно в 50 раз выше средних значений содержания трития в открытых водоёмах России, что связано со сбросами и выбросами Калининской АЭС (кн. 2, стр. 206, ОВОС ТАЭС).